# Liste der Monuments historiques in Brech
Die Liste der Monuments historiques in Brech führt die Monuments historiques in der französischen Gemeinde Brech auf.

## Liste der Bauwerke
| Bezeichnung        | Beschreibung | Standort                            | Kennzeichnung | Schutzstatus | Datum     | Bild |
| ------------------ | ------------ | ----------------------------------- | ------------- | ------------ | --------- | ---- |
| Sühnekapelle       |              | Le Champ des Martyrs (Lage)         | PA00091053    | Classé       | 1983      |      |
| Kapelle Notre-Dame |              | Tréavrec (Lage)                     | PA00091054    | Inscrit      | 1933      |      |
| Kapelle St-Jacques |              | Route de Sainte-Anne-d’Auray (Lage) | PA00091055    | Inscrit      | 1946      |      |
| Kapelle St-Quirin  |              | Saint-Guérin (Lage)                 | PA00091056    | Classé       | 1993      |      |
| Kartause           |              | (Lage)                              | PA00091057    | Inscrit      | 1928 1943 |      |
| Friedhofskreuz     |              | Le Bourg (Lage)                     | PA00091058    | Inscrit      | 1934      |      |

## Liste der Objekte

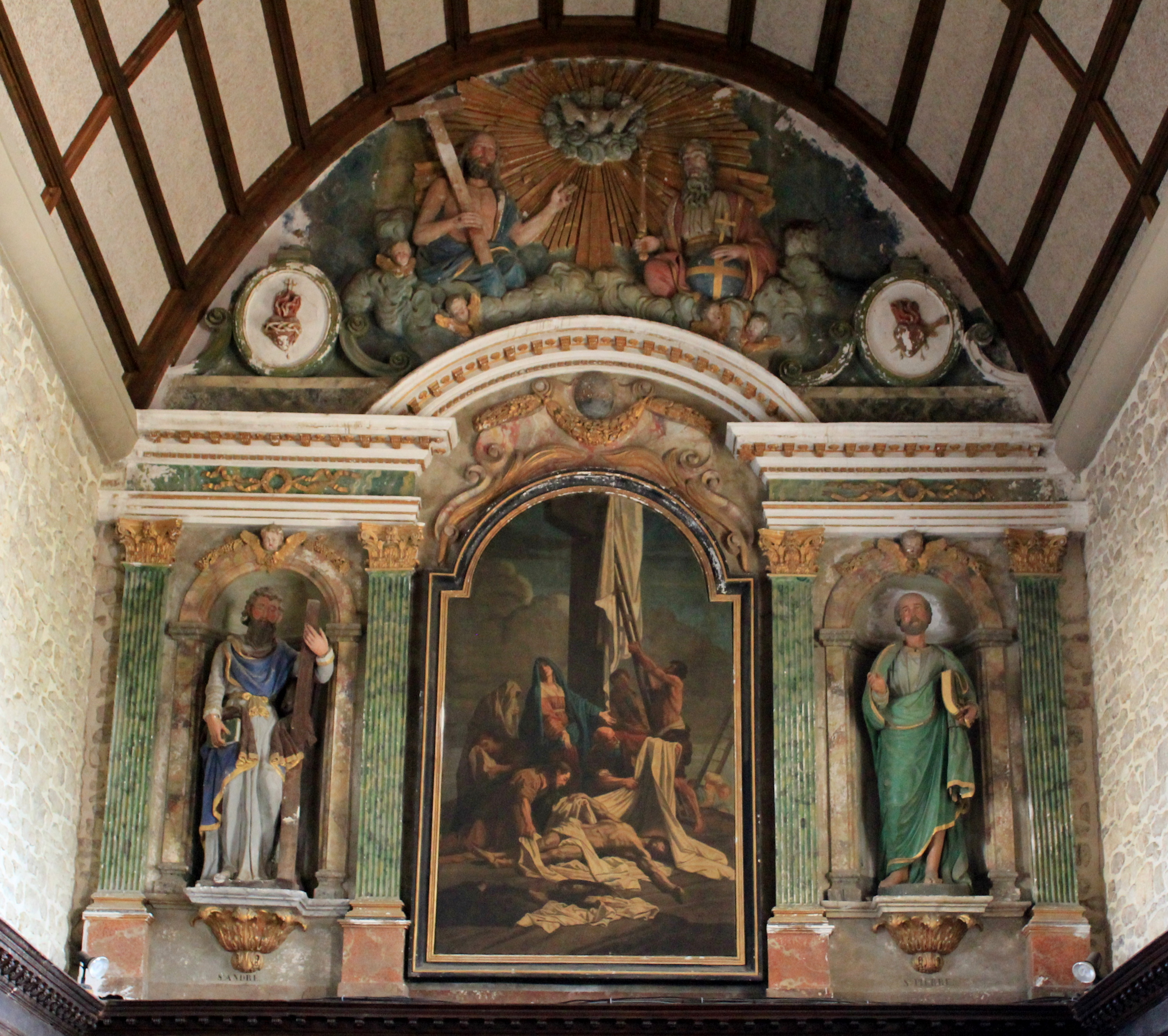
Retabel in der Kirche St-André (19. Jahrhundert)

- Monuments historiques (Objekte) in Brech in der Base Palissy des französischen Kultusministeriums